# Федотов, Иван Иванович (слесарь)
Иван Иванович Федотов (8 марта 1927, Саблуково, Кирилловский сельсовет — 13 сентября 1996, Златоуст, Челябинская область) ― передовик советской часовой промышленности, кавалер ордена Ленина (1971), почётный гражданин города Златоуста (1979).

## Биография
Иван Иванович Федотов родился 8 марта 1927 года в деревне Саблуково в русской семье. Завершив обучение в ремесленном училище № 4 города Златоуста, в 1942 году, в тяжёлые годы Великой Отечественной войны, в возрасте пятнадцати лет, был трудоустроен по направлению на Златоустовский часовой завод, с которым и связал всю свою более чем полувековую трудовую биографию.
Работал на заводе слесарем-инструментальщиком высшего 6-го разряда, выполняя по 2—2,5 нормы за смену. В совершенстве владел навыками изготовления вырубных штампов, является испытателем технологий изготовления твердосплавных калибровочных штампов для выпуска колёс и рычагов секундомеров. Он одним из первых златоустовцев, кто 1 ноября 1945 года получил заслуженную медаль «За доблестный труд в Великой Отечественной войне 1941—1945 гг.». 1 мая 1961 года ему первому на заводе было присвоено звание «Ударник коммунистического труда».
С 1964 года ему было доверено право использовать при выпуске продукции личное клеймо. Активный участник общественной жизни завода и города. Избирался партгрупоргом, членом партбюро завода, председателем цехового комитета профсоюза, председателем товарищеского суда, членом Златоустовского горкома КПСС. Являлся главой рабочей династии, которой первой на часовом заводе в 1980 году было присвоено звание «Почётная трудовая династия» (на предприятии работали жена, сын, дочь и зять Федотова). В 1971 году за доблестный труд был представлен к награждению орденом Ленина. Победитель социалистических соревнований в 1973, 1975, 1976, 1980 годах. До самой смерти в 1996 году, трудился на заводе.
Решение исполкома Златоустовского городского Совета народных депутатов от 30 августа 1984 года удостоен звания «Почётный гражданин города Златоуста».
Проживал в городе Златоусте. Умер там же 13 сентября 1996 года.

## Награды и звания
- Орден Ленина (1971)[2]
- Орден Трудового Красного Знамени (1966)[2]
- Медаль «В ознаменование 100-летия со дня рождения Владимира Ильича Ленина» (1970)[2]
- Медаль «За доблестный труд в Великой Отечественной войне 1941—1945 гг.» (1945)[2]
- Знаками Ударник 10-й и 11-й пятилетки[2]
- Почётный гражданин города Златоуста (30.08.1984)[2]